# 4276 Clifford
4276 Clifford (tên chỉ định: 1981 XA) là một tiểu hành tinh được phát hiện ngày 2 tháng 12 năm 1981 bởi Edward L. G. Bowell ở Đài thiên văn Flagstaff. Nó được đặt theo tên của nhà thiên văn học Clifford Cunningham.